# Szkoła Podstawowa w Czaszynie
Szkoła Podstawowa imienia Ignacego Łukasiewicza w Czaszynie – publiczna szkoła podstawowa założona w 1876 roku. Obecnie (2023) do szkoły uczęszcza 177 uczniów w 8 klasach (oddziałach) oraz oddziale przedszkolnym.

## Historia szkoły[2]
W dniach 20–22 maja 1763 r. za panowania króla Augusta III odbył się we Lwowie synod, w którym uczestniczył biskup przemyski Wacław Sierakowski. Synod uchwalił zakładanie szkółek przy wszystkich lepiej zaopatrzonych probostwach. Szkółki te miały być utrzymywane z dochodów wspomnianych probostw, a nauczycieli miano sprowadzać ze szkół wyższych. W programie planowano naukę katechizmu, czytania i pisania oraz służenia do mszy. Na miejscowych proboszczach spoczywał obowiązek wizytowania tych szkół co najmniej 2 razy w ciągu roku.

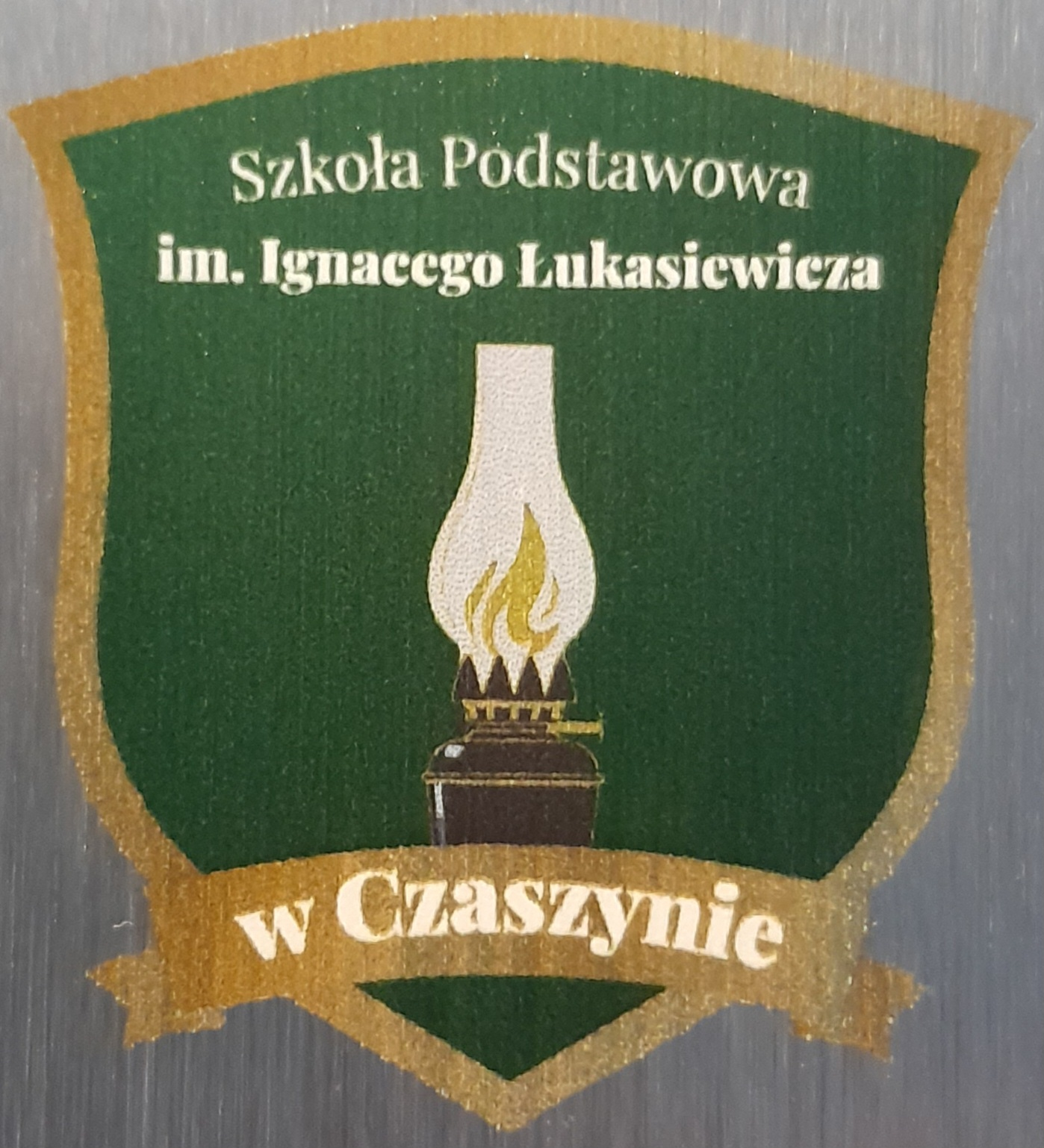
Herb SP Czaszyn im. Ignacego Łukasiewicza

Uchwały synodu lwowskiego nie od razu zaowocowały w Czaszynie, gdyż nie było tutaj kościoła rzymskokatolickiego. Nie mniej zaczęto uczyć po wiejskich chatach, przeważnie w miesiącach zimowych, gdyż latem dzieci pracowały w gospodarstwie. Dopiero 113 lat po uchwałach synodu w Czaszynie powstała pierwsza szkoła. Zorganizowana została jako samodzielna jednostka w 1876 roku w budynku położonym niedaleko karczmy u prywatnego właściciela o przezwisku "Pisarz". Budynek ten mieścił jedną izbę przeznaczoną do zajęć lekcyjnych.
Kolejna szkoła została zbudowana w górnej części wsi obok cerkwi w 1885 roku. Budynek tej drewnianej szkoły miał również jedną izbę lekcyjną. Owa szkoła z czasem okazała się za mała, ze względu na wzrastającą liczbę uczniów.
W roku 1906 wysiłkiem całej wsi wybudowano w górnej części Czaszyna szkołę murowaną – dwuizbową. Już w 1913 roku i ten budynek okazał się niewystarczający w związku z tym przemianowano czytelnię Kółka Rolniczego mieszczącą się w dolnej części wsi na pierwszą szkołę polską. Budynek ten był zbudowany z drewna, pokryty blachą, mieścił w sobie jedną izbę lekcyjną i mieszkanie dla nauczyciela. Ten budynek służył jako szkoła do roku 1934.
W 1934 roku powstała nowa murowana szkoła polska. Budynek był pokryty blachą, posiadał dwie obszerne izby lekcyjne i mieszkanie dla nauczyciela. Zajęcia szkolne odbywały się w tym budynku szkolnym do roku 1961.
Już w roku 1956 przystąpiono do budowy nowego obiektu szkolnego 8–klasowego (na zdjęciu). Budową szkoły zajęło się Sanockie Przedsiębiorstwo Budowlane, przy wydatnej pomocy mieszkańców w czynie społecznym. Uroczystość oddania do użytku nowego budynku szkoły działającego do dziś nastąpiła w styczniu 1961 r. Od momentu oddania szkoły czyniono starania o sukcesywne wyposażenie obiektu w potrzebne pomoce naukowe.
W roku 2000 oddano do użytku nowoczesną halę sportową znajdującą się przy szkole, największą w Gminie Zagórz.
12 lipca 2023 roku Rada Miejska w Zagórzu podjęła uchwałę nr LII/408/2023 czym nadała szkole podstawowej w Czaszynie imię Ignacego Łukasiewicza. Uroczyste obchody nadania szkole imienia i sztandaru odbyły się 4 października 2023 roku.